# مسی به اکیدو می‌رود
مسی به اکیدو می‌رود (انگلیسی: Messy Goes to Okido) مجموعهٔ پویانمایی برای گروه سنی خردسال است. این مجموعه با تکنیک سه بعدی رایانه‌ای ساخته شده و بخش‌هایی از آن با تکنیک دو بعدی کار شده است.